# 焦村古墓
焦村古墓，是位于中国山东省泰安市东平县东平街道焦村的汉代古墓葬群，1985年入选东平县第一批文物保护单位。
焦村古墓分布面积约35000平方米，现存三座墓，封土高4—9米，直径30—40米，曾出土陶器、古钱币和汉白玉猪等。